# Lippy and Messy
Lippy and Messy – serial telewizyjny dla dzieci w wieku przedszkolnym i wczesnoszkolnym emitowany w TVP1. W serialu występowało dwoje klaunów – Lippy i Messy oraz czarodziej Wizzy. Odcinek serialu trwał średnio 5 minut.

## Obsada
- Teresa Lipinski – Lippy
- Simon Messing – Messy
- Ramon Shindler – Wizzy, Czarodziej Słów[2]